# Chinnamballi, Nanjangud
Chinnamballi là một làng thuộc tehsil Nanjangud, huyện Mysore, bang Karnataka, Ấn Độ.